# Amblyopone celata
Amblyopone celata är en myrart som först beskrevs av Mann 1919.  Amblyopone celata ingår i släktet Amblyopone och familjen myror. Inga underarter finns listade i Catalogue of Life.

## Bildgalleri

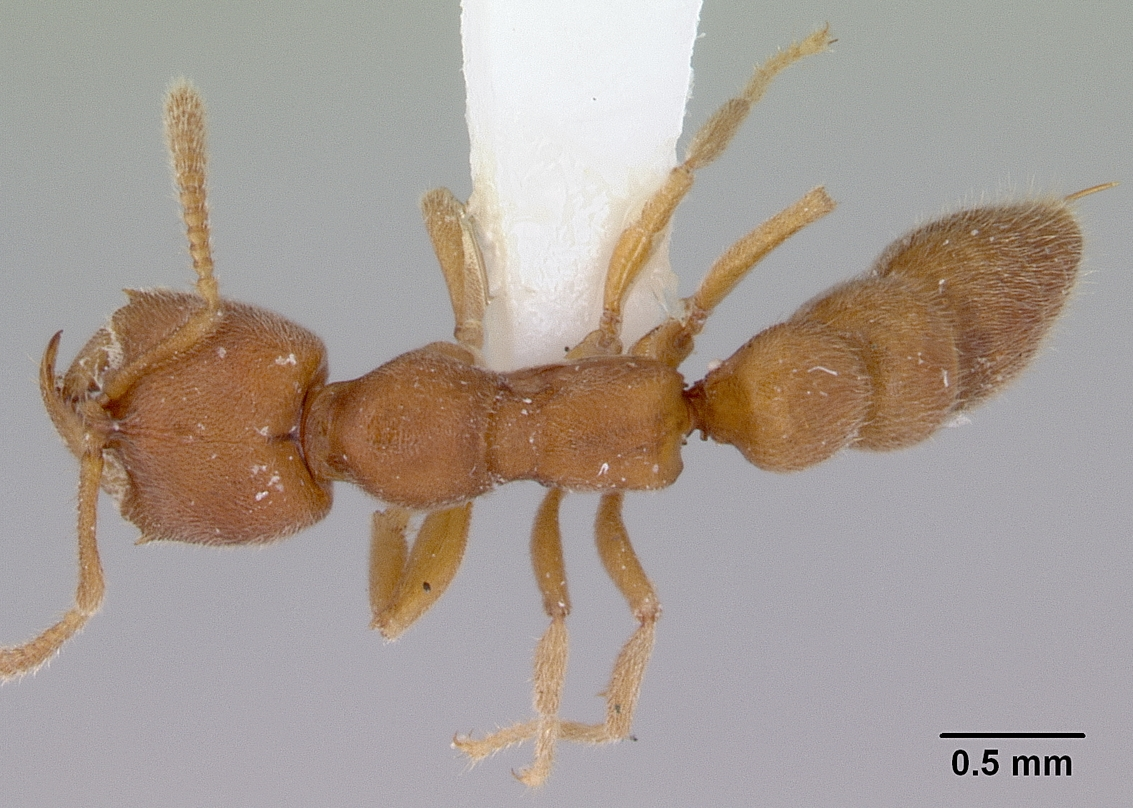
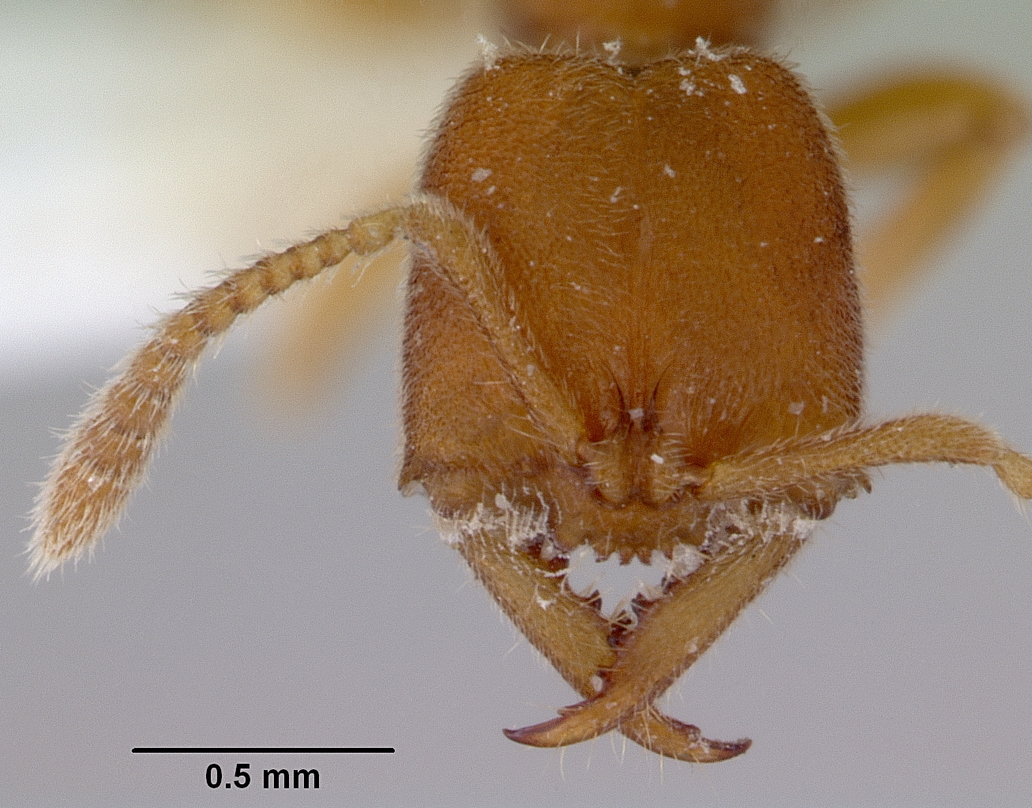
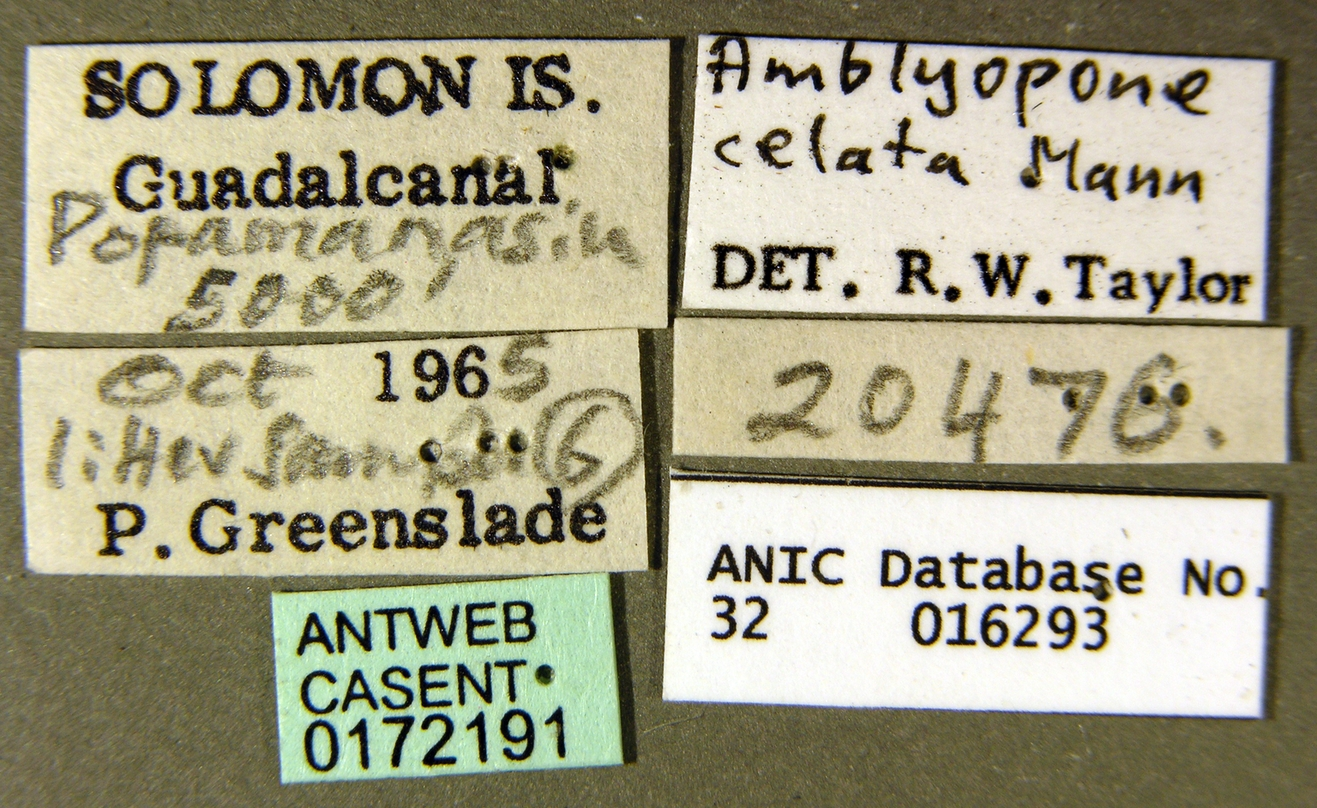
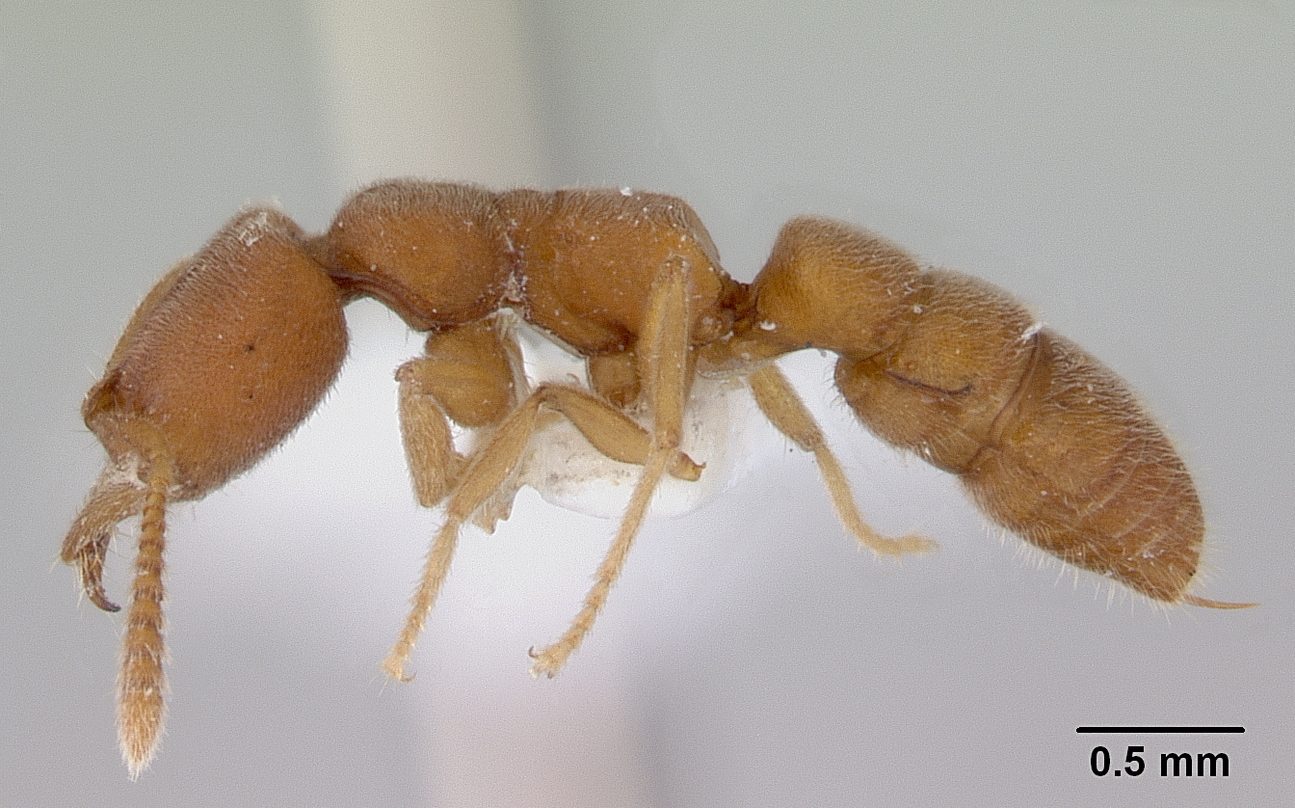
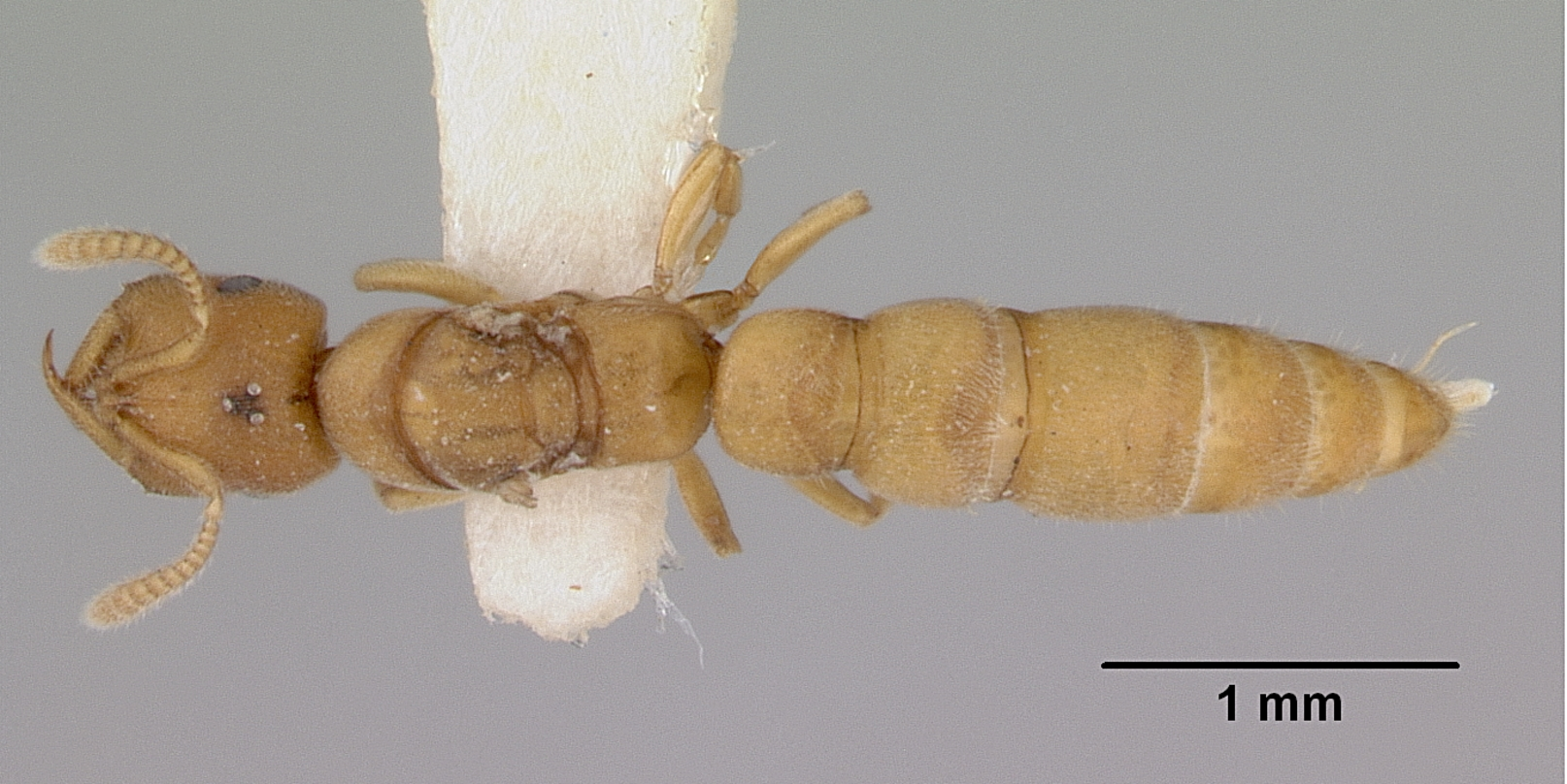
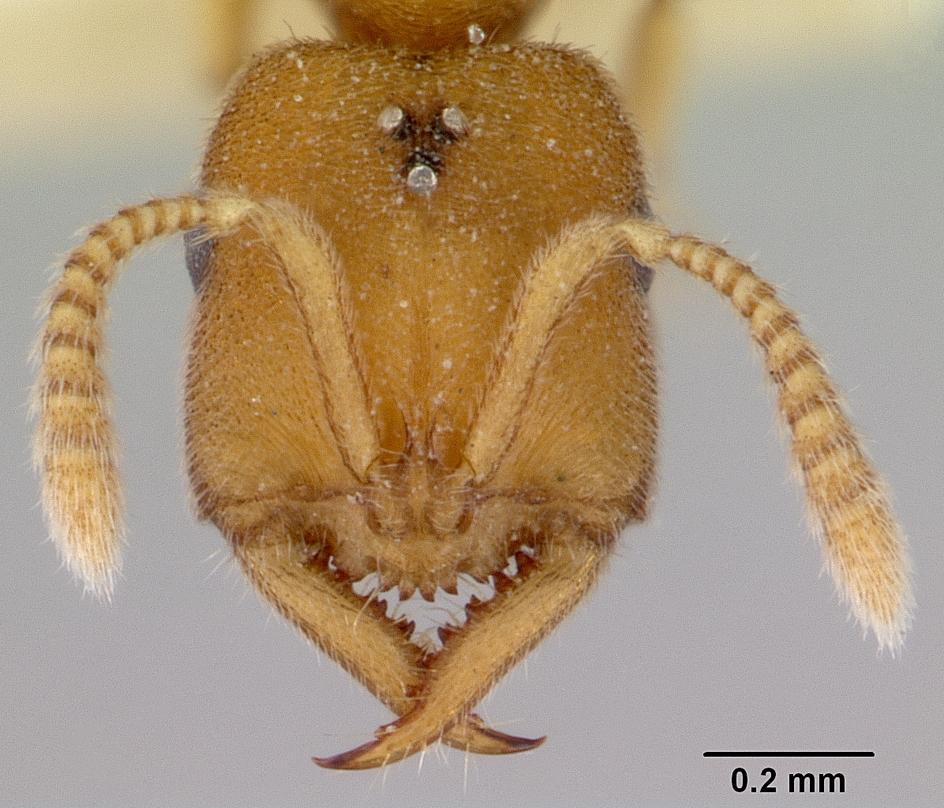